# Arosa Bergbahnen
Die Arosa Bergbahnen AG ist ein Schweizer Verkehrsdienstleistungs- und Tourismusunternehmen. Ihre Aktivitäten konzentrieren sich derzeit auf die Ferienregion Arosa im Schanfigg, Kanton Graubünden und umfassen die beiden Bereiche Bergbahnbetrieb und Gastronomie. Das Aktienkapital der Gesellschaft beträgt derzeit 12,5 Millionen Schweizer Franken. Die Anteile befinden sich zum grossen Teil in den Händen der Aroser Bevölkerung sowie der Gemeinde Arosa und Arosa Tourismus. 

## Tätigkeitsgebiet
Die Arosa Bergbahnen AG besitzt sämtliche öffentlichen Transportanlagen in Arosa. Dazu gehören zwei Luftseilbahnen, zwei Gondelbahnen, fünf Sesselbahnanlagen, vier Skilifte sowie einige Laufbänder. Nicht der Arosa Bergbahnen AG gehört der vom Tschuggen Grand Hotel betriebene Tschuggen Express. Der Betrieb unterhält 70 km präparierte Skipisten. Das zweite wichtige Standbein ist der Gastronomiebereich, der insgesamt vier bergbahneneigene, bediente Restaurants und drei Schneebars umfasst.

## Geschichte

Aktie der AG Autobus und Skiliftanlagen Arosa vom 21. Juli 1938; Überstempelung mit dem neuen Firmennamen "AG Aroser Verkehrsbetriebe"

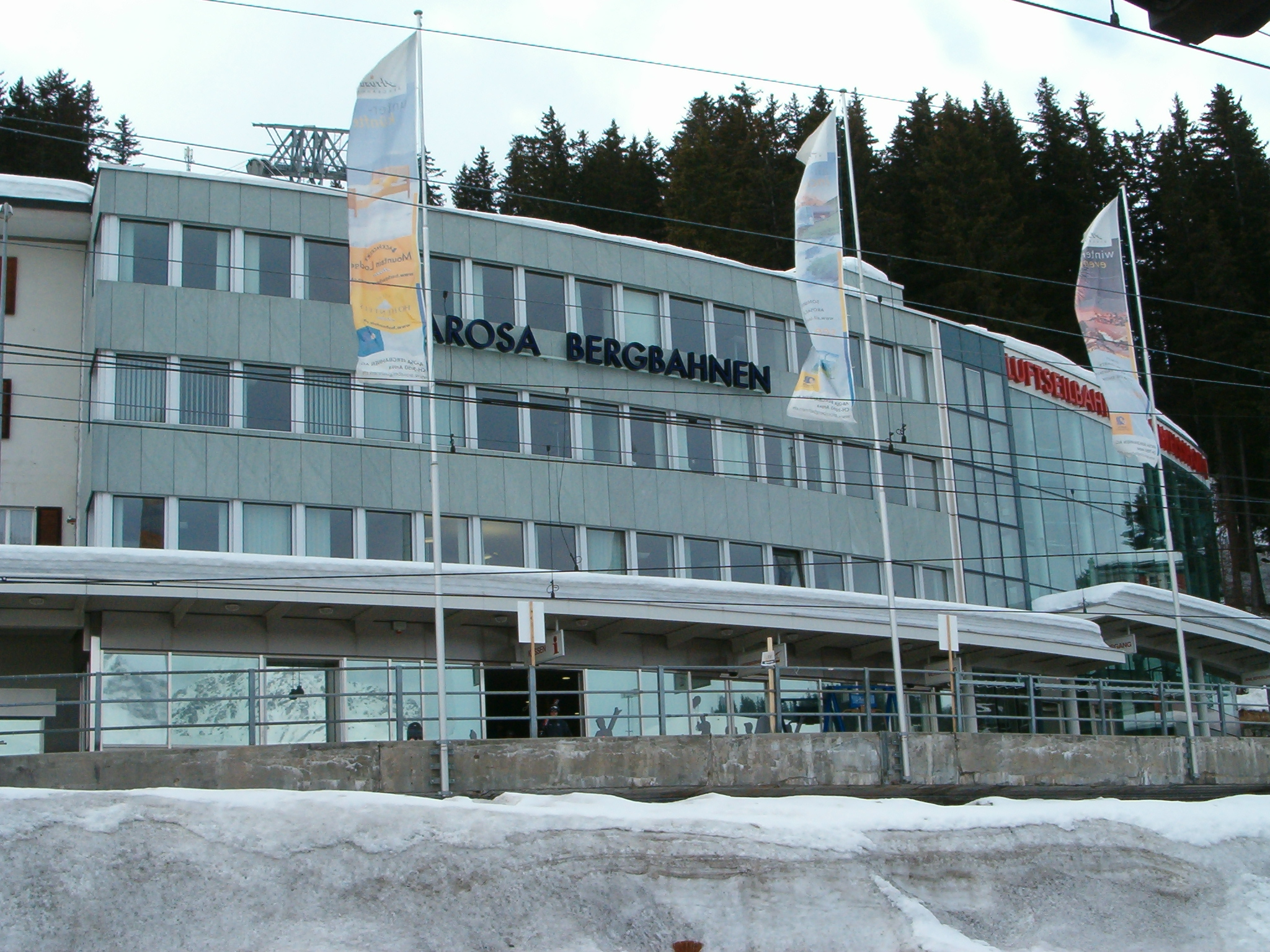
Sitz der Arosa Bergbahnen beim Bahnhof Arosa

Nachdem sich 1928 ein Initiativkomitee vergeblich um den Bau einer Bahn auf den Tschuggen bemüht hatte, wurde am 12. Dezember 1930 die Autotram AG gegründet, die mit einer Konzession der Eidgenössischen Oberpostdirektion den Winterbusbetrieb zwischen dem Hotel Alexandra beim Obersee (später Maran) und dem Hotel Kulm in Innerarosa sicherstellte. Nach der Realisierung der ersten drei Skilifte am Tschuggen, an der Carmenna und am Weisshorn wurde die Firma der Unternehmung in AG Autobus und Skiliftanlagen Arosa geändert. 
1945 erfolgte der Bau des Hörnliliftes, des damals längsten Skiliftes der Schweiz, der 1948 zu einer kombinierten Anlage Skilift-Sesselbahn erweitert wurde. Im Hinblick auf die 1956/57 erstellte Luftseilbahn Arosa-Weisshorn (LAW/Weisshornbahn) erfolgte 1954 eine weitere Umbenennung in AG Aroser Verkehrsbetriebe (AVB). 1960 erfolgte der Bau des Skiliftes Prätschli (heute: Tomeli), 1963 der Bau der Luftseilbahn Arosa-Hörnli (LAH/Hörnlibahn). 
In den darauffolgenden Jahrzehnten wurden diverse weitere Skilifte und Sesselbahnen erstellt und inzwischen teilweise auch wieder demontiert beziehungsweise durch modernere Anlagen ersetzt. Hervorzuheben sind die 1985 realisierte Vierersesselbahn Ried-Krähentschuggen, die erste kuppelbare Sesselbahn dieser Grösse in der Schweiz und der Bau des Hörnli Express – einer Sechsergondelbahn als Ersatz für die LAH – 1987. 1973 baute die AVB die FIS-Abfahrtsstrecke vom Weisshorngipfel zum Bergkirchli (Länge 3350 Meter, Höhendifferenz 750 Meter). 1990 erhielt die Unternehmung ihre heutige Firma, Arosa Bergbahnen AG. 1992 ersetzte man die LAW durch einen modernen Neubau. 
1995 erfolgte die Umgestaltung der Talstation der Weisshornbahn und die Erstellung des neuen Verwaltungsgebäudes der Arosa Bergbahnen. 1996 konnte man den Snowboard-Fun-Park am Tschuggen eröffnen, wo 2007 ein Teil der Snowboard-Weltmeisterschaften durchgeführt wurden. Ab 1996/97 konzentrierten sich die Arosa Bergbahnen insbesondere auf die Erstellung von Beschneiungsanlagen an diversen Standorten. Nachdem sich das Hörnligebiet als Standort für einen entsprechenden Speichersee nicht eignete, realisierte man 2008 einen solchen auf der Sattelalp, oberhalb der Hinteren Hütte.

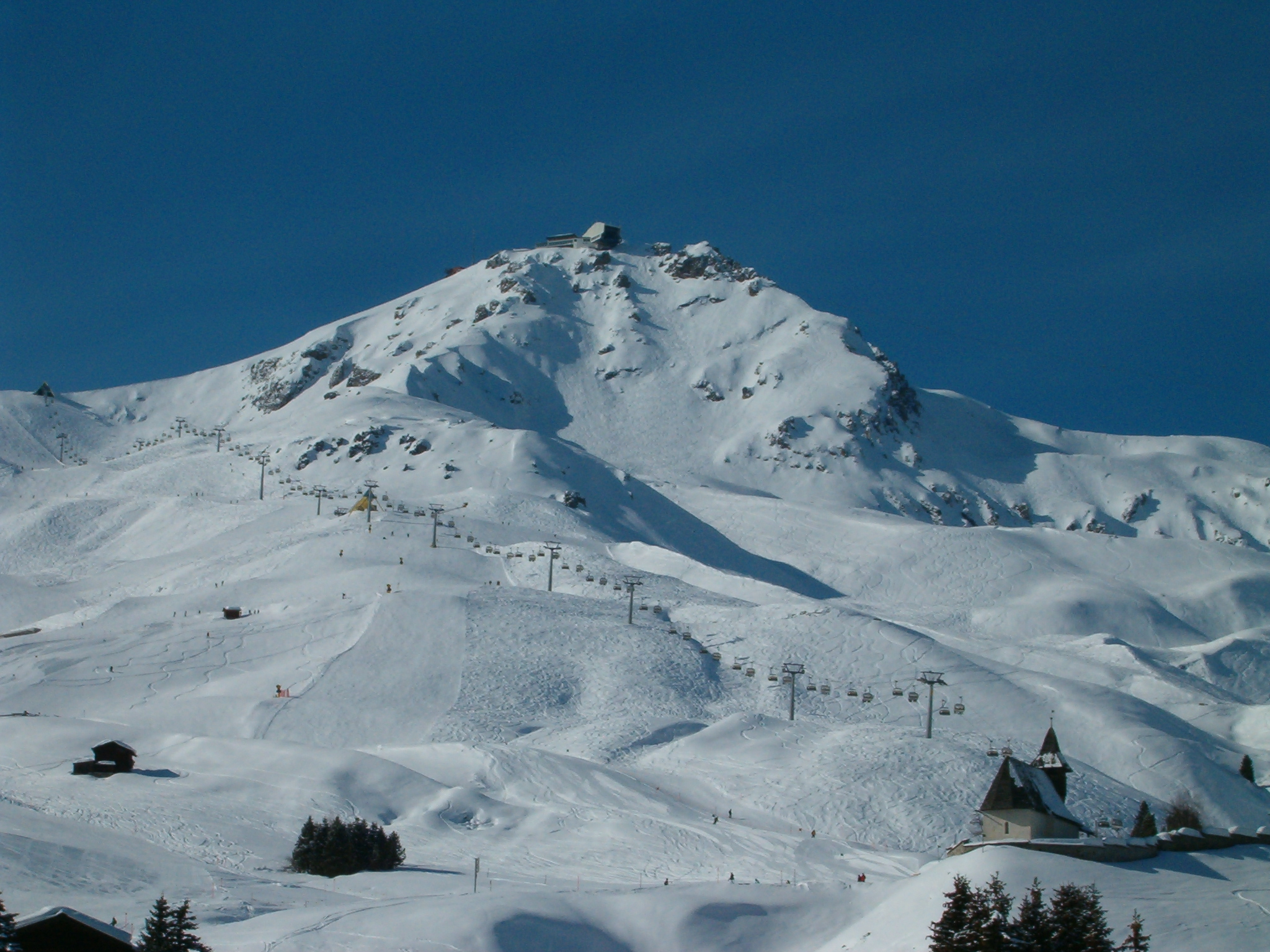
Sesselbahn Carmenna und Weisshorn, zwei traditionsreiche Kernpunkte des Aroser Skigebiets, vorne rechts das Bergkirchli

Im Oktober 2010 erhielt die Arosa Bergbahnen AG vom Verband Seilbahnen Schweiz (SBS) den SwissMountain Award, "Sonderpreis für Gestaltung und Architektur", für die Sesselbahn Carmenna. 
In der bei über 40'000 Wintersportlern im gesamten Alpenraum durchgeführten Umfrage «Best Ski Resort 2012» klassierte sich das Skigebiet der Arosa Bergbahnen auf dem achten Platz bei 55 Rangierten und war damit das viertbeste Skigebiet der Schweiz und das beste Graubündens. Bei der Ausgabe 2014 mit knapp 48'000 Befragten reichte es sogar zum dritten Rang, dies ohne Berücksichtigung der Gebietsverbindung mit der Lenzerheide.
Im 2015 veröffentlichten Ranking der Handelszeitung belegte Arosa in der Kategorie «Familienskigebiete» den 2. Platz unter insgesamt 30 Alpendestinationen.
Im Sommer 2015 realisierten die Arosa Bergbahnen am Hörnli für rund 2,5 Mio. Franken eine neue Beschneiungsanlage. Aufgrund günstiger meteorologischer Bedingungen konnte die betreffende Piste Nr. 2 am 31. Oktober 2015 vorzeitig in Betrieb genommen werden, so früh wie nie zuvor.
2016 organisieren die Arosa Bergbahnen zum zweiten Mal hintereinander einen Zehnmonatsbetrieb (inklusive Aktivitäten im November).

## Gipfelrestaurant Weisshorn
Ab 2007 planten die Arosa Bergbahnen den Bau eines modernen neuen Bergrestaurants auf dem Weisshorngipfel. Das Projekt der Architektin Tilla Theus war jedoch insbesondere in Kreisen des Natur- und Landschaftsschutzes umstritten. Die Kritiker plädierten dafür, den Gipfelbereich unüberbaut zu lassen und stattdessen das bestehende Restaurant an der Bergflanke aufzuwerten. Aufgrund diverser Einspracheverfahren ruhten die Bauarbeiten vom Juli 2007 bis zum Frühjahr 2011. Die Eröffnung der neuen, 220 Personen Platz bietenden Baute war am 7. Juli 2012. Im Rahmen der Seilbahnmesse Interalpin 2013 in Innsbruck wurde sie mit dem ISR-Architektur-Award für Bergrestaurants ausgezeichnet.

## Skigebiet Arosa Lenzerheide
Seit vielen Jahren wurde ein Projekt einer Skigebietsverbindung mit der Lenzerheide verfolgt. Ende November 2011 wurde dieses vom Stimmvolk gutgeheissen; die offizielle Eröffnung der 225 km messenden Wintersportarena fand am 18. Januar 2014 statt.
Um die Skigebiete zu verbinden, wurde unter anderem eine Doppel-Verbindungsbahn vom Hörnligrat zum Urdenfürggli gebaut, deren Konzessionär die Arosa Bergbahnen ist.
Die Kosten der sogenannten Urdenbahn wurden auf rund 20 Millionen Franken veranschlagt, meteorologische und geologische Schwierigkeiten sorgten jedoch für eine Kostensteigerung von rund 10 %. Für die Realisierung wurde eine Trägergesellschaft, die Urden AG, gegründet, an der die Arosa Bergbahnen, die Lenzerheide Bergbahnen und die Bergbahnen Tschiertschen beteiligt sind. Die Finanzierung wurde durch Darlehen, Bürgschaften und Beiträge der öffentlichen Hand sowie mittels Bankkrediten gesichert, womit seitens der Arosa Bergbahnen AG keine Kapitalerhöhung nötig war.
Die Urdenbahn verfügt über zwei je 150 Personen fassende Kabinen. Die Überfahrt von Grat zu Grat dauert inklusive Wartezeit in den Stationen rund fünf Minuten. Die Anlage wurde anlässlich des vom Rat für Formgebung verliehenen German Design Awards 2015 unter 2250 nominierten Produkten als «Winner» der Kategorie «Transportation and Public Design» ausgezeichnet.
Im Mai 2014 wurde die Skigebietsverbindung aufgrund ihrer hohen Innovationskraft für die Region Arosa–Lenzerheide von der Jury der Schweizerischen Vereinigung für Standortmanagement (SVSM) mit dem SVSM Award 2014 prämiert.